# 路易吉·隆哥

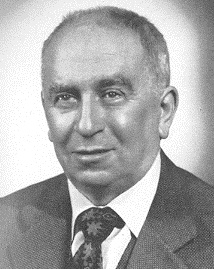
路易吉·隆哥

路易吉·隆哥（義大利語：Luigi Longo；1900年3月15日—1980年10月16日），意大利共产主义政治人物，于1964年至1972年间担任意大利共产党总书记。隆哥又因其化名加洛（Gallo，意为“雄鸡”）而闻名。
隆哥出生于皮埃蒙特的富比内。在都灵理工大学就读期间，隆哥是意大利社会党青年阵线的一员，参与宣传马克思主义。1921年赴里窝那参与意大利社会党代表大会时，同陶里亚蒂、葛兰西等人一同宣布退出社会党，另建意大利共产党；隆哥当选青年团中央委员。1922年，作为意共一员赴莫斯科参加共产国际第四次代表大会，得到列宁接见。
墨索里尼掌权后，隆哥率领青年阵线开展反法西斯运动，1923年和1925年两次被捕，后流亡至瑞士。1927年，当选意共中央政治局委员、书记处书记。1933年，赴苏担任意共驻共产国际代表及共产国际执行委员会委员。1934年，赴巴黎，担任意共国外中心负责人。1934年，主导意共和意大利社会党签订《共同行动公约》。1936年，西班牙内战爆发，隆哥参加国际纵队，担任第2纵队政委，随后又出任国际纵队总政委。西班牙共和军战败后返回法国。1940年，法国共和政府不敌纳粹德国入侵而投降，建立维希政权。维希政权逮捕隆哥，于1941年5月将他引渡给意大利政府，他被判处5年徒刑。1943年，墨索里尼政权垮台，隆哥获释，组建游击队、开展抵抗运动。10月，成为北意大利共产党游击队加里波第旅的司令员，其部下最终将墨索里尼处决。
战后，隆哥当选为意大利共产党中央副总书记，在此期间分管群众工作。他还当选意大利制宪议会成员，并在1948年至1968年长期担任众议院议员。1964年，隆哥接任陶里亚蒂成为意共总书记，决定继续意共十大的陶里亚蒂新路线，即“结构改革”与“逐步发展”路线，和“走向社会主义的意大利道路”。1968年，隆哥罹患中风，其副手恩里科·贝林格逐渐取代其地位。1972年不再担任总书记一职，改任意共名誉主席。1980年在罗马逝世。